# Республика Алтай. Краткая энциклопедия
«Республика Алтай. Краткая энциклопедия» (Кыска энциклопедия Алтай Республика) — универсальное научно-популярное издание об истории Республике Алтай, содержащий минимальный справочный материал по региону. Первая историческая энциклопедия Республики Алтай. Издана в Новосибирске в 2010 году. Интернет-версия создана в рамках Электронной энциклопедии российских регионов «Вся Россия» (Российская национальная библиотека).
Издана на основании Постановления Государственного Собрания — Эл Курултай Республики Алтай от 27.04.2007 г. «Об издании исторической энциклопедии Республики Алтай». Работа над энциклопедией осуществлялась под эгидой Правительства Республики Алтай. Проект реализован через Министерство образования, науки и молодёжной политики РА и НИИ алтаистики им. С. С. Суразакова.
Авторы/редакторы: Бердников Александр Васильевич / Суразаков Александр Сазонович. Среди более 120 авторов статей: специалисты НИИ алтаистики им. С. С. Суразакова, Горно-Алтайского государственного университета, Республиканского архива, Национальной библиотеки им. М. В. Чевалкова, Национального музея им. А. В. Анохина, других учреждений и ведомств.
По своей структуре относится к типу алфавитных изданий, где статьи выстраиваются в алфавитном порядке.
Среди тем: социум, природа, история, археология, культура, экономика, биография выдающихся жителей региона.

## Библиографическое описание
Республика Алтай = Кыска энциклопедия Алтай Республика : краткая энциклопедия / [гл. ред.: А. С. Суразаков ; Гос. собр. — Эл Курултай Респ. Алтай и др.]. — Новосибирск : АРТА, 2010. — 365 с. : ил., портр., карт., цв. ил. ; 27 см.